# Adolf Gebhard
Adolf Gebhard (* 3. Dezember 1887 in Ronsdorf, Bürgermeisterei Ronsdorf, Rheinprovinz; † 22. Mai 1974 in Balesfeld, Landkreis Bitburg-Prüm) war ein deutscher Kunstpädagoge sowie Landschafts-, Architektur-, Tier- und Figurenmaler und Grafiker der Düsseldorfer Schule.

## Leben
Gebhard besuchte von 1894 bis 1899 die Volksschule Ronsdorf, von 1899 bis 1903 die Rektoratsschule Ronsdorf, von 1903 bis 1905 die Realschule in Lennep und von 1905 bis 1910 die Handwerker- und Kunstgewerbeschule Elberfeld. Vor der Königlichen Prüfungskommission an der Kunstakademie Düsseldorf absolvierte er am 12. Juli 1909 das Staatliche Zeichenlehrerexamen.
Am 15. September 1910 wurde er als Zeichenlehrer am Nordsee-Pädagogium in Wyk auf Föhr (Südstrand) angestellt. Dort blieb er bis zum 19. Januar 1913. Vom 1. April 1913 bis zum 31. März 1919 wirkte er akademischer Zeichenlehrer an der Realschule in Zeulenroda, Fürstentum Reuß ä. L. Vom 1. April 1920 bis zum  31. Dezember 1952 lehrte er als Gymnasiallehrer an der Städtischen Oberschule für Jungen in Bonn. Am 6. September 1944, zum Ende des Zweiten Weltkriegs, wurde er zum Notdienst verpflichtet, aus dem er am 22. Oktober 1944 dienstunfähig ausschied. Nach seiner Pensionierung im Jahr 1953 blieb er weiter in Bonn ansässig und betätigte sich verstärkt als Künstler. Er starb im Alter von 86 Jahren nach kurzem Aufenthalt in einem Altersheim in Balesfeld.
Gebhard schuf Gemälde (Öl auf Mahagoni, auch Öl auf Leinwand) in kleineren und mittleren Formaten, meist menschenleere oder durch wenige Figuren belebte Landschaften in spätimpressionistischer Stimmungsmalerei, insbesondere vom Rhein und aus der Eifel. 1932 beteiligte er sich an einer Gemäldeausstellung in Meersburg am Bodensee. Sein grafisches Œuvre umfasst Zeichnungen in Bleistift, Kohle und Aquarell sowie Radierungen.